# Maciej Zalewski (filolog)
Maciej Zalewski (ur. 26 lutego 1956 w Kutnie) – polski polityk, filolog, przedsiębiorca, działacz opozycji demokratycznej w okresie PRL, poseł na Sejm I kadencji.

## Życiorys
Ukończył w 1979 studia na Wydziale Polonistyki Uniwersytetu Warszawskiego. Później był nauczycielem akademickim na tej uczelni w Katedrze Kultury Polskiej. Od 1980 działał w opozycji demokratycznej w ramach „Solidarności”. Po wprowadzeniu stanu wojennego współtworzył podziemne pismo „Wola”, wydawnictwo o tej samej nazwie, MKK „Solidarność” oraz Grupy Polityczne Wola. W latach 80. dwukrotnie tymczasowo aresztowany z przyczyn politycznych, w ramach represji był pozbawiony wolności łącznie przez półtora roku. Działał w Duszpasterstwie Ludzi Pracy, Klubie Myśli Politycznej „Dziekania” oraz kilku innych strukturach w ramach opozycji demokratycznej. Publikował m.in. w „Tygodniku Mazowsze”.
W 1990 znalazł się wśród założycieli Porozumienia Centrum. Pełnił funkcję zastępcy Jarosława Kaczyńskiego jako redaktora naczelnego „Tygodnika Solidarność”. Należał też do twórców Fundacji Prasowej „Solidarność” i pomysłodawców stworzenia przedsiębiorstwa Telegraf. W 1991 był sekretarzem Komitetu Obrony Kraju w Kancelarii Prezydenta Lecha Wałęsy. Zajmując to stanowisko, ostrzegł wspólników Art-B Bogusława Bagsika i Andrzeja Gąsiorowskiego, przed grożącym im tymczasowym aresztowaniem.
W 1991 został wybrany na posła I kadencji z listy POC. Zasiadał w Komisji Przekształceń Własnościowych i w Komisji Obrony Narodowej. W trakcie kadencji przystąpił do klubu Polskiego Programu Liberalnego. Zrezygnował z mandatu poselskiego przed końcem kadencji po tym, jak w stanie nietrzeźwości wywołał awanturę z policjantami po kolizji drogowej.
W 2005 rozpoczął odbywanie kary 2 i pół roku pozbawienia wolności, na którą został skazany za ostrzeżenie wspólników Art-B. Po odbyciu roku i trzech miesięcy kary uzyskał warunkowe przedterminowe zwolnienie. Zajął się prowadzeniem własnej firmy doradczej East Link (od 1994) oraz portalu internetowego Latarnik (od 2000).  Wszedł też w skład rad Fundacji Think Tank Instytut oraz Fundacji Konsens.

## Odznaczenia
- Krzyż Kawalerski Orderu Odrodzenia Polski (2025)[8]